# Вінтер-Біч (Флорида)
Вінтер-Біч (англ. Winter Beach) — переписна місцевість (CDP) в США, в окрузі Індіан-Рівер штату Флорида. Населення — 3136 осіб (2020).

## Географія
Вінтер-Біч розташований за координатами 27°42′55″ пн. ш. 80°25′29″ зх. д. / 27.71528° пн. ш. 80.42472° зх. д. (27.715216, -80.424609).  За даними Бюро перепису населення США в 2010 році переписна місцевість мала площу 17,85 км², з яких 17,81 км² — суходіл та 0,04 км² — водойми.

## Демографія
Згідно з переписом 2010 року, у переписній місцевості мешкало 2067 осіб у 785 домогосподарствах у складі 607 родин. Густота населення становила 116 осіб/км².  Було 948 помешкань (53/км²).
Расовий склад населення:
| - 88,5 % — білих - 6,3 % — чорних або афроамериканців - 1,9 % — азіатів - 0,3 % — корінних американців - 1,3 % — осіб інших рас |

До двох чи більше рас належало 1,6 %. Частка іспаномовних становила 8,9 % від усіх жителів.
За віковим діапазоном населення розподілялося таким чином: 24,3 % — особи молодші 18 років, 56,5 % — особи у віці 18—64 років, 19,2 % — особи у віці 65 років та старші. Медіана віку мешканця становила 44,8 року. На 100 осіб жіночої статі у переписній місцевості припадало 97,0 чоловіків;  на 100 жінок у віці від 18 років та старших — 99,5 чоловіків також старших 18 років.
Середній дохід на одне домашнє господарство  становив 81 081 долар США (медіана — 60 795), а середній дохід на одну сім'ю — 82 954 долари (медіана — 58 621). За межею бідності перебувало 19,7 % осіб, у тому числі 31,7 % дітей у віці до 18 років та 0,0 % осіб у віці 65 років та старших.
Цивільне працевлаштоване населення становило 917 осіб. Основні галузі зайнятості: освіта, охорона здоров'я та соціальна допомога — 25,5 %, виробництво — 12,6 %, будівництво — 12,5 %.